# Cross-collatéralisation
En finance, la cross-collatéralisation des droits désigne le fait de récupérer les bénéfices d'un support d'exploitation pour compenser les pertes du même produit exploité sur un autre support. Cette pratique est courante dans le cinéma et l'audiovisuel, lorsqu'une société est titulaire de plusieurs droits d'exploitation (exploitation en salle, exploitation en vidéo, etc.)